# Guillon-les-Bains
Guillon-les-Bains település Franciaországban, Doubs megyében. Lakosainak száma 109 fő (2022. január 1.). Guillon-les-Bains Lomont-sur-Crête, Montivernage, Pont-les-Moulins, Villers-Saint-Martin, Adam-lès-Passavant, Cusance és Passavant községekkel határos.

## Népesség
A település népességének változása:
| Lakosok száma | 93   | 103  | 100  | 128  | 95   | 98   | 109  | 110  | 111  | 109  |
|               | 1968 | 1982 | 1990 | 2006 | 2013 | 2015 | 2017 | 2019 | 2020 | 2022 |